# Karabin Chassepot Mle 1866
Karabin Chassepot Mle 1866 (fr. Chassepot Modèle 1866) – francuski jednostrzałowy karabin iglicowy z drugiej połowy XIX wieku.

## Historia konstrukcji

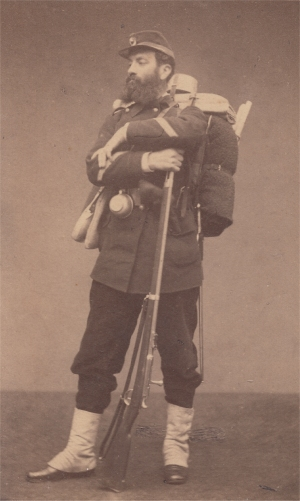
Francuski żołnierz z karabinem Chassepot.

W pierwszej połowie XIX wieku podstawową bronią strzelecką były karabiny odprzodowe z zamkiem kapiszonowym. Pierwszym wprowadzonym do uzbrojenia wojska karabinem odtylcowym był skonstruowany przez Johanna Nicholasa von Dreyse karabin wprowadzony do uzbrojenia jako Zündnadelgewehr M/41. Zalety nowego karabinu zostały docenione po wojnie austriacko-pruskiej (1866), kiedy w starciach żołnierzy austriackich uzbrojonych w karabiny odprzodowe z żołnierzami pruskimi uzbrojonymi w karabiny Dreysego zginęło lub zostało rannych osiem razy więcej żołnierzy austriackich niż pruskich.
W tym czasie we Francji prowadzono prace nad nowym karabinem odtylcowym. Ostatecznie do uzbrojenia przyjęto w 1866 roku karabin skonstruowany przez Antoine Alphonse Chassepota. Nowy karabin był podobnie jak karabin Dreysego bronią odtylcową, ale miał dwie cenne zalety:
- spłonka była umieszczona centralnie u podstawy naboju (w karabinie Dreysego spłonka znajdowała się pod pociskiem, co wymuszało stosowanie bardzo długiej iglicy)
- komora nabojowa była uszczelniona kauczukową wkładką, dzięki czemu nie występowała ucieczka gazów prochowych przez zamek (rozwiązanie podobne do stosowanego w artylerii tzw. uszczelniacza Bange'a).

Karabin był zasilany amunicją 11 × 67 mm. Były to naboje w łusce papierowej, elaborowane 5,5 g prochu czarnego, o masie pocisku 24,5 g. Nowe karabiny zostały użyte po raz pierwszy podczas bitwy pod Mentaną 3 listopada 1867 roku. W następnych latach karabin Chassepot Mle1866 stał się podstawową bronią francuskiej piechoty. W czasie wojny francusko-pruskiej (1870-1871) karabiny Chassepota okazały się zdecydowanie lepsze od karabinów Dreysego. Były bardziej niezawodne i miały większy zasięg.
Karabin Chassepot'a był produkowany przez MAS (Manufacture d'Armes de St. Etienne), MAC (Manufacture d'Armes de Chatellerault) i MAT (Manufacture d'Armes de Tulle).
Część została  wyprodukowana zgodnie z zawartymi umowami w Anglii (Potts&Hunt), Belgii (Liège) i Włoszech (Brescia).
Do 1870 roku wyprodukowano ok. 1 200 000 sztuk.
Produkcja karabinów Chassepot zakończono w lutym 1875 roku, cztery lata po zakończeniu wojny francusko pruskiej.
Wkrótce potem karabiny Chassepota zostały zastąpione przez karabiny Gras Mle 1874 zasilane nabojami scalonymi w łusce metalowej.

## Wersje
Karabiny

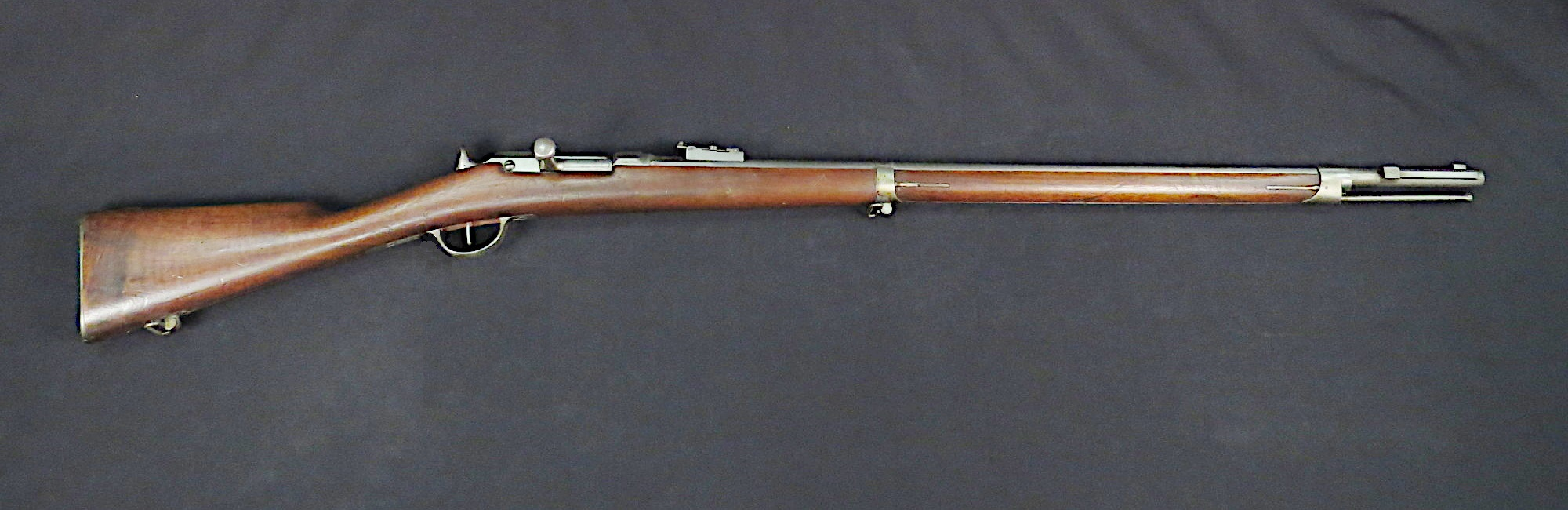
Le fusil Mle 1866

- Le fusil Mle 1866 Le fusil Mle 1866 – karabin strzelający nabojem zespolonym z łuską papierową. Celownik o nastawach 200–1200 metrów.

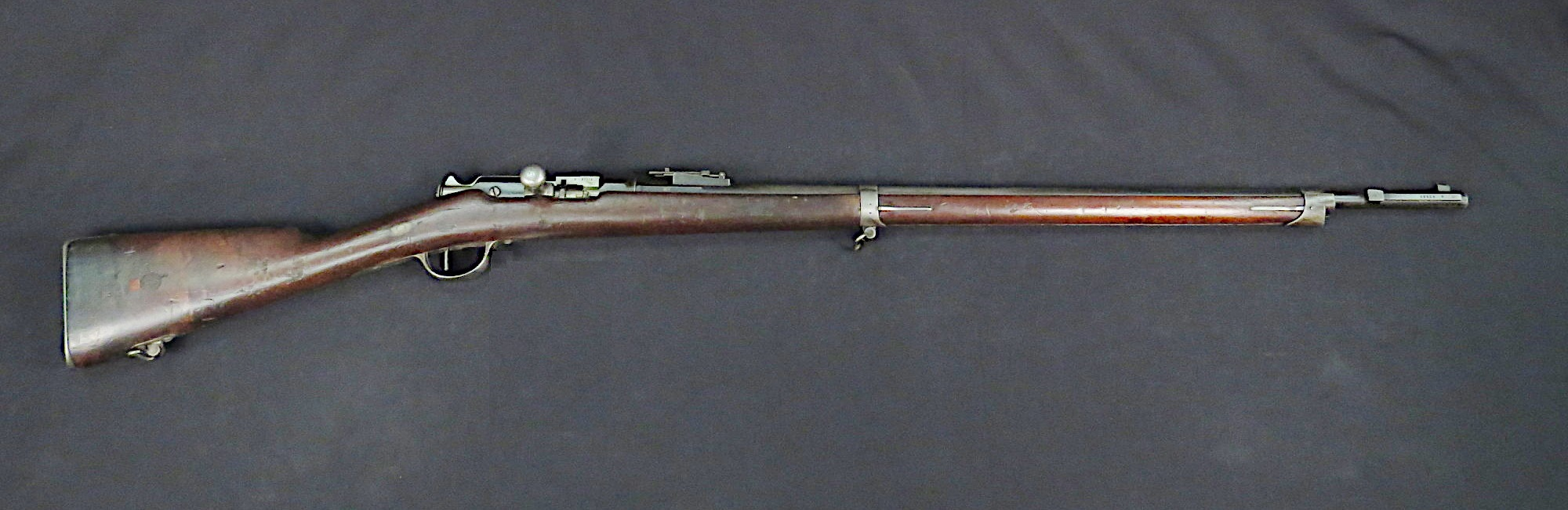
Le fusil Mle 1866/74

- Le fusil Mle 1866/74 Le fusil Mle 1866/74 T – karabin strzelający nabojem zespolonym z łuską metalową 11 × 59 mm R. Karabiny Mle 1866/74 powstawały poprzez przebudowę („T” – Transformé) karabinów Mle 1866 (przerabiano zamek i komorę nabojową aby umożliwić stosowanie nowej amunicji). Zastosowano nowy celownik o nastawach z 200 – 1700 metrów.
- Le fusil Mle 1866/74 T M80 – karabin strzelający nabojem zespolonym z łuską metalową 11 × 59 mm R. Ta wersja posiadała nowy celownik o zwiększonej maksymalnej nastawie do 1800 metrów.
- Fusil d'infanterie Mle 1874 M80 M14 – karabin powstały przez przebudowę Chassepot Mle 1866/74 T M80, poprzez wymianę lufy dostosowany do strzelania nabojem scalonym 8 × 50,5 mm R Lebel.

Karabinki

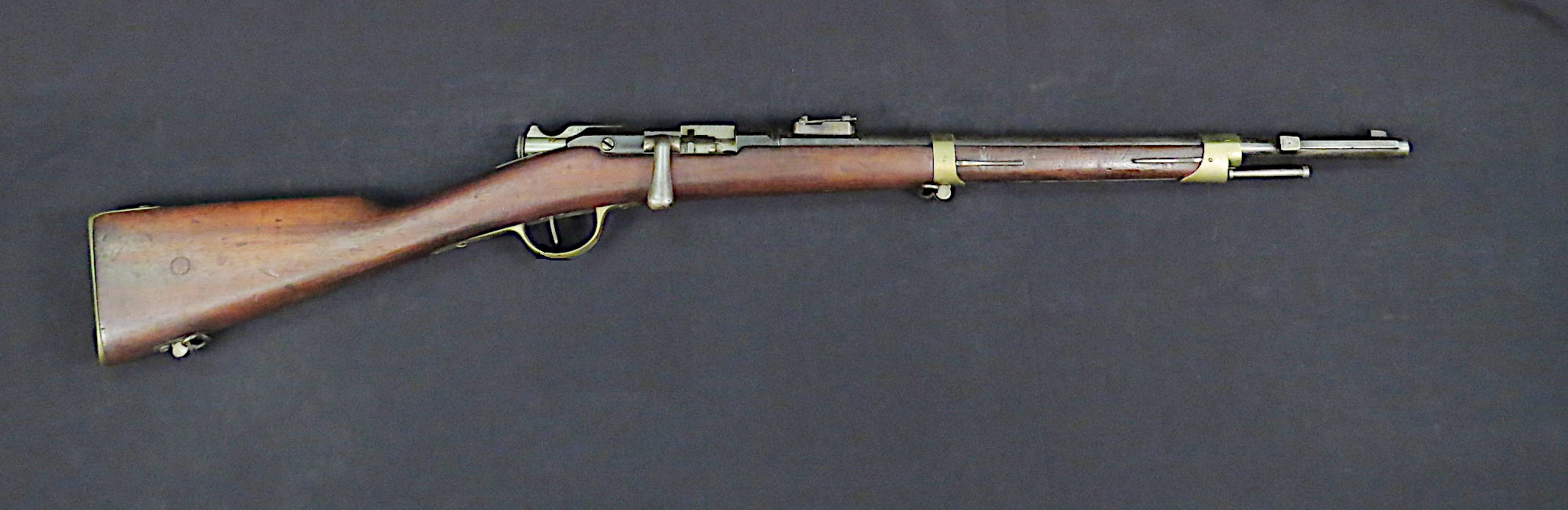
Chassepot (karabinek)

- Fusil de cavalerie – karabinek kawaleryjski strzelający nabojem zespolonym z łuską papierową.
- Carabine de gendarmerie – karabinek dla żandarmerii, dwie odmiany dla żandarmerii pieszej (Carabine de gendarmerie à pied) i żandarmerii konnej (Carabine de gendarmerie à cheval).
- Mousqueton d'artillerire – karabinek dla artylerii strzelający nabojem zespolonym z łuską papierową.

Wszystkie trzy wersje były też modyfikowane do strzelania nabojem zespolonym z łuską metalową 11 × 59 mm R.
- Aptierte Chassepot-Karabiner M1871 – karabinek kawaleryjski strzelający nabojem zespolonym z łuską metalową: 11,5 × 50 mm R wersja dla kawalerii bawarskiej i 11,15 × 60 mm R wersja dla kawalerii pruskiej i saksońskiej.

Karabinki zdobyte w czasie wojny francusko-pruskiej (1870–1871) przez Prusy.

## Galeria

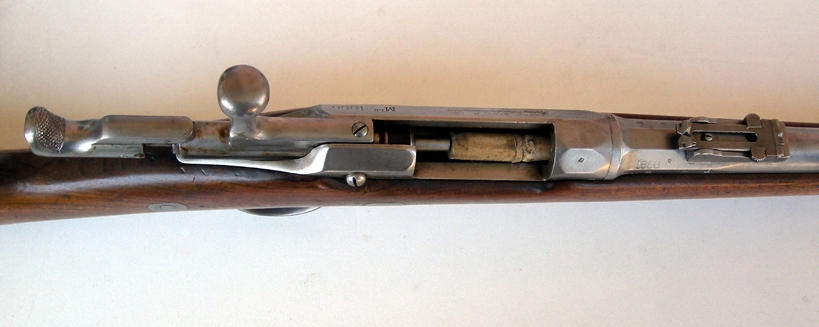
Otwarty zamek z umieszczonym w środku nabojem
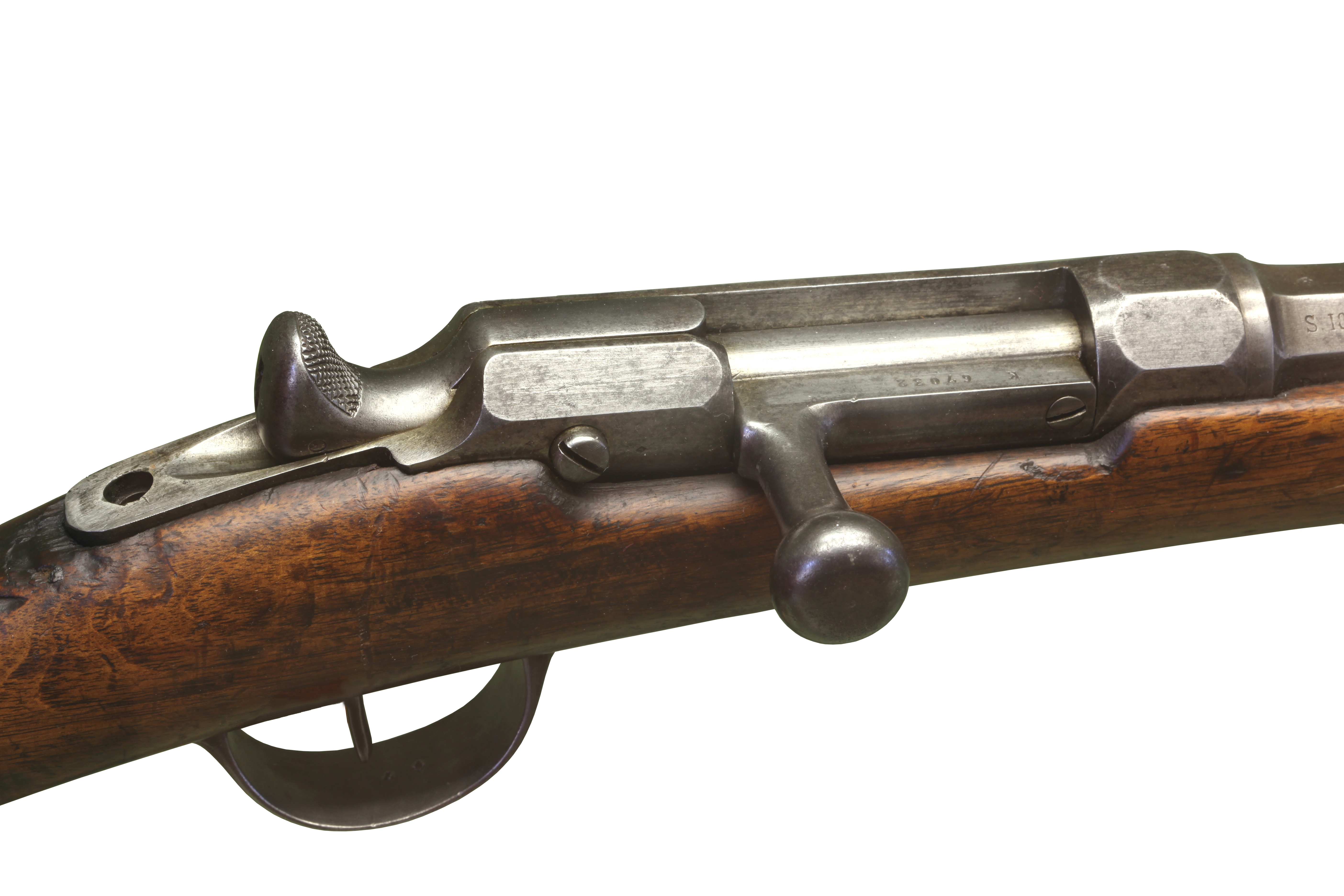
Zbliżenie na zamek
Uszczelnienie zamka po wystrzale
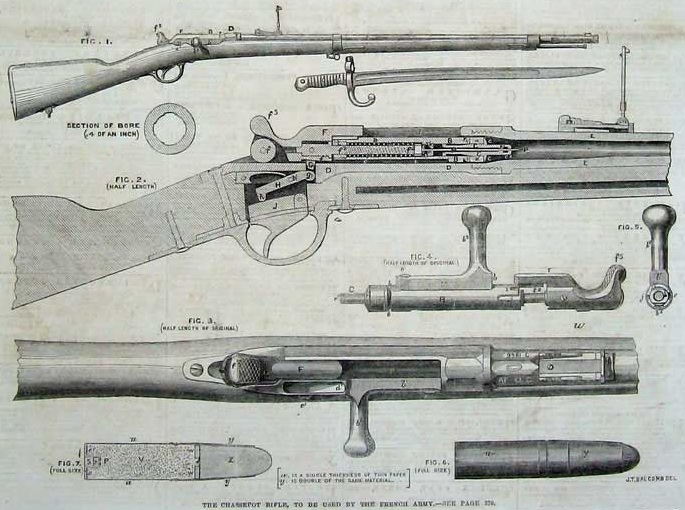
Ilustracja z 1867 roku
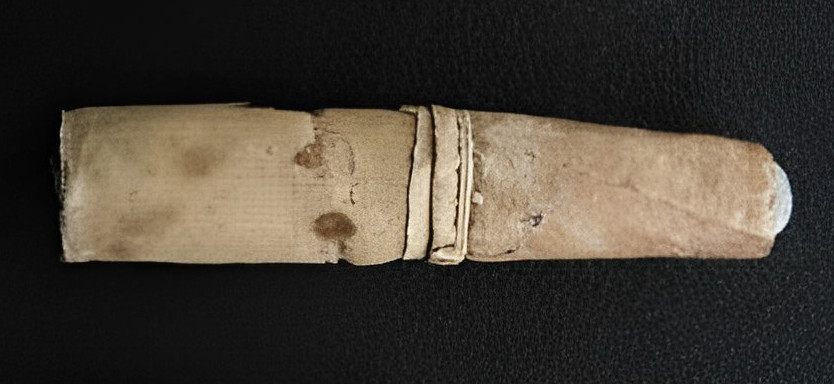
Nabój Chassepot
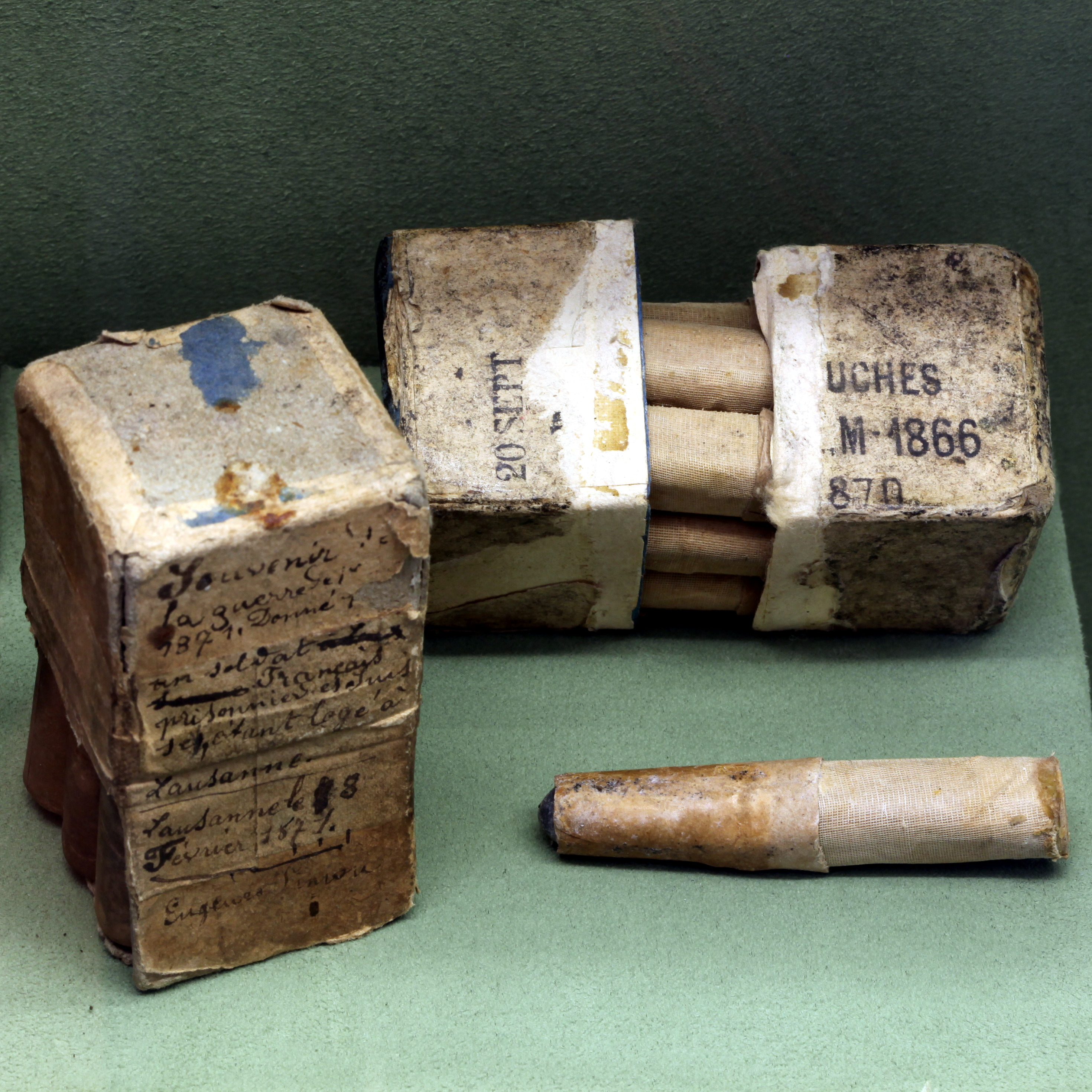
Paczki z nabojami Chassepot
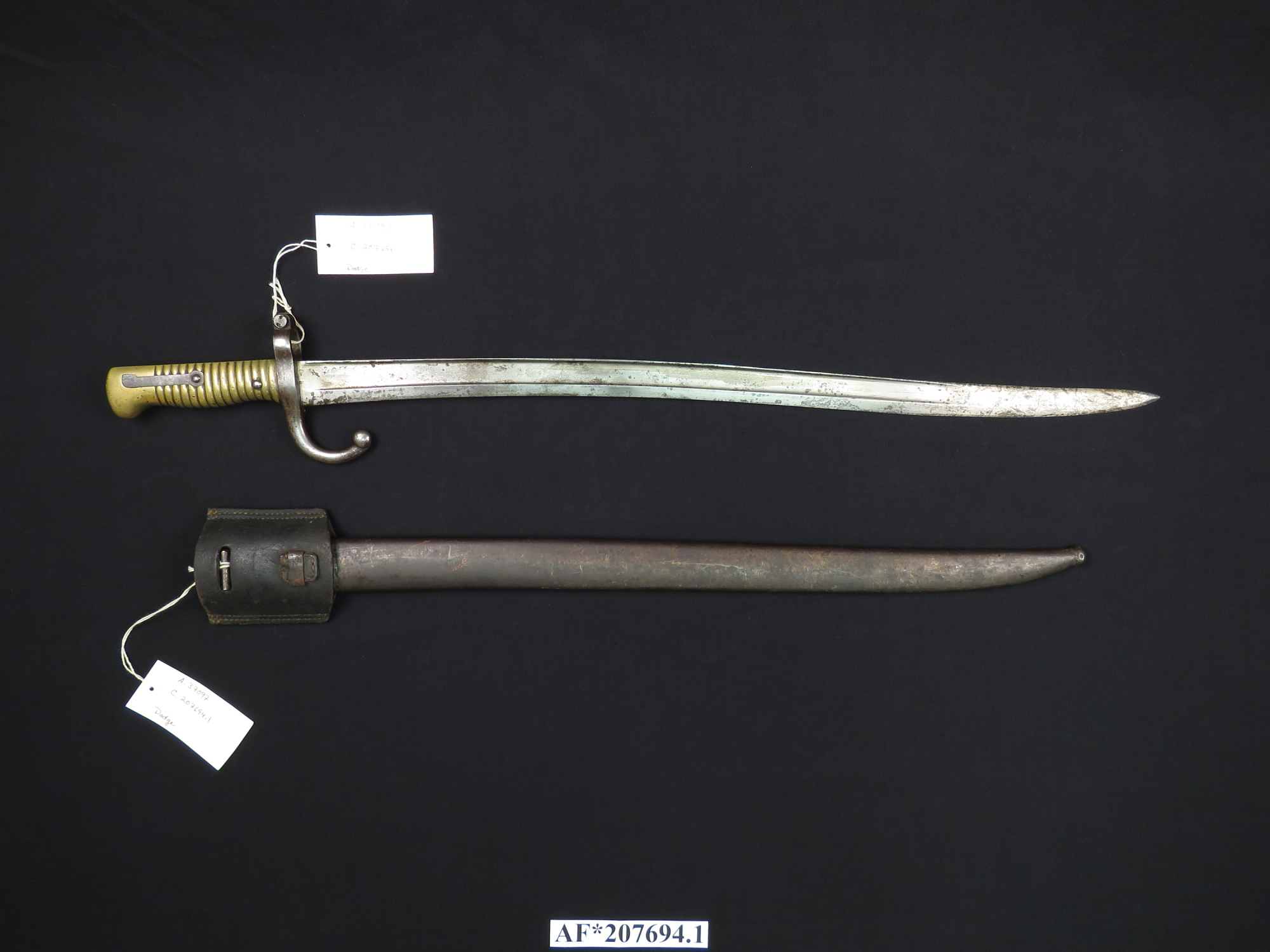
Bagnet Mle 1866